# Pucher Meer
Das Pucher Meer, auch Pucher See, ist ein Baggersee auf dem Gebiet der Stadt Fürstenfeldbruck in Oberbayern, der 5,7 ha groß und 10 m tief ist. Es ist Teil eines Naherholungsgebiets, zu dem ein Beachvolleyballfeld, ein FKK-Badebereich, ein Gastronomiebetrieb sowie eine Wasserwachtstation des Roten Kreuzes gehören.
Benannt ist das Gewässer nach dem im Westen liegenden Fürstenfeldbrucker Stadtteil Puch.
Das Kieswerk am Ostufer des Sees befindet sich weiterhin in Betrieb. Mit fortschreitendem Abbau sollen aufgrund einer Initiative des Erholungsflächenvereins schrittweise weitere Flächen für das Naherholungsgebiet erschlossen werden.

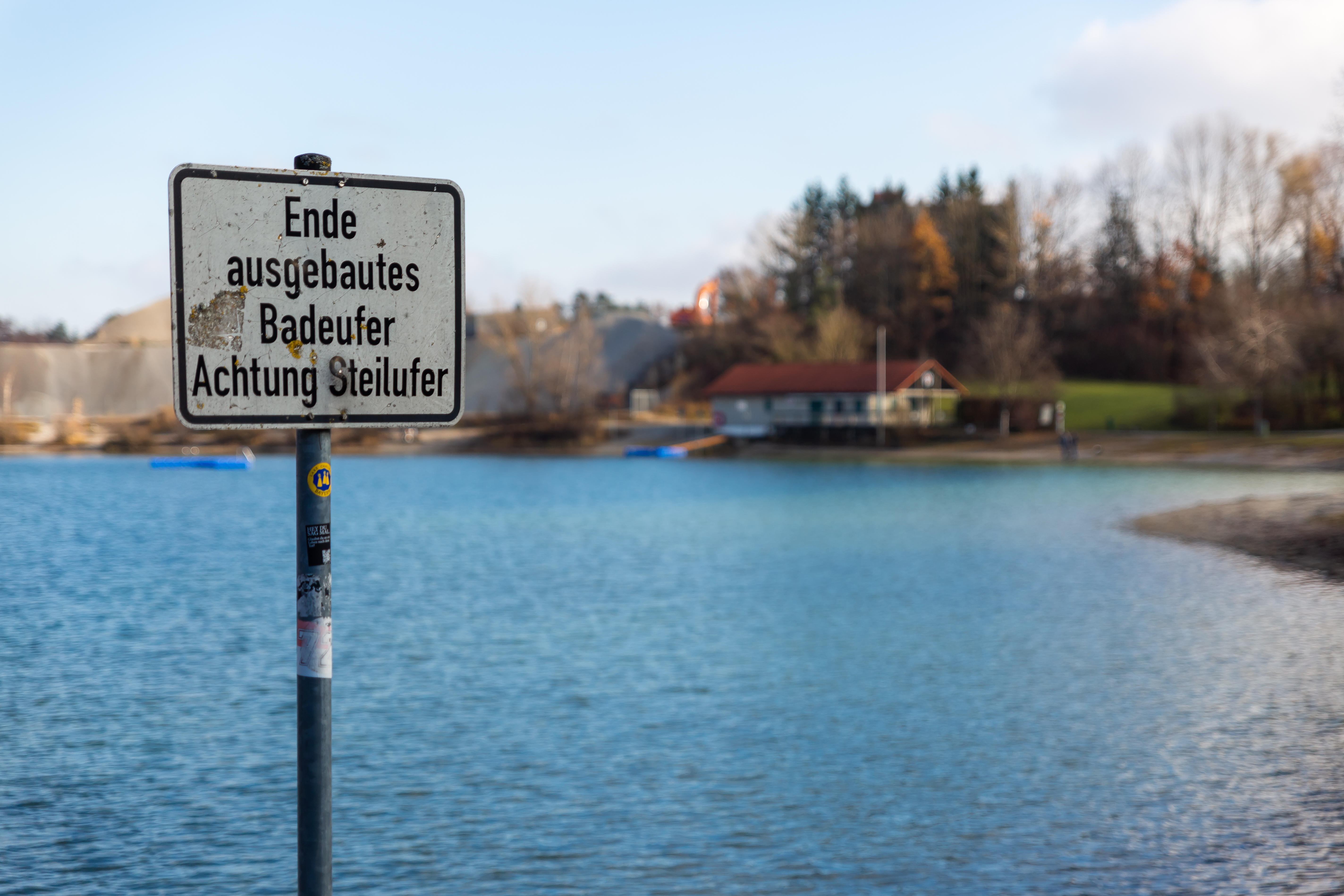
Pucher Meer mit Blick auf die Wasserwachtstation